# Fentonia crenulata
Fentonia crenulata är en fjärilsart som beskrevs av Matsumura 1925. Fentonia crenulata ingår i släktet Fentonia och familjen tandspinnare. Inga underarter finns listade i Catalogue of Life.